# KZ-Außenlager Schlieben
Das KZ-Außenlager Schlieben war ein KZ-Außenlager des KZ-Stammlagers Buchenwald (zumindest ab 1. September 1944 bis Kriegsende). Es wurde 1938 am Rande des Ortes Schlieben im Ortsteil Berga errichtet und diente dem Rüstungsunternehmen Hugo Schneider AG (HASAG) als Lieferant von Häftlingen zur Zwangsarbeit. In einem Konzentrationslager konnte die SS (WVHA) die Häftlinge gegen einen pauschalen Lohnbetrag an Unternehmen tageweise „vermieten“.
Seit dem 30. April 2011 erinnert eine Gedenkstätte an das Lager.

## Entstehung

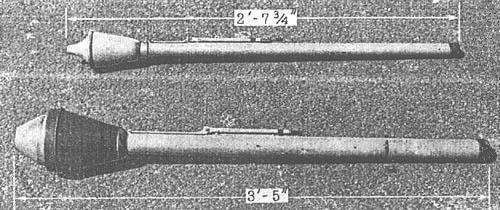
Faustpatrone 30 (oben) und Panzerfaust 60

Das drittgrößte deutsche Rüstungsunternehmen, die Hugo Schneider AG, errichtete 1938 in Schlieben einen Rüstungsbetrieb. Dieser diente der Fertigung von Munition. Zusätzlich wurde auf Anordnung des Oberkommandos des Heeres eine Schießbahn zu Munitionstests errichtet. Das Areal umfasste ca. 390 Hektar.
Um die Entwicklung der Panzerfaust zu beschleunigen, wurde der HASAG die Sondervollmacht „Hochlauf Panzerfaust“ erteilt. Das Unternehmen erhielt die Vorgabe, monatlich 1,5 Millionen Panzerfäuste zu fertigen. Zum Erreichen dieser Ziele wurden von HASAG jüdische sowie Sinti- und Roma-Zwangsarbeiterinnen und Zwangsarbeiter eingesetzt.
998 weibliche Zwangsarbeiter erreichten das Lager am 19. Juli 1944. Hierbei handelte es sich um Sintizze aus dem Konzentrationslager Ravensbrück. Schlieben war ursprünglich als Außenstelle von Ravensbrück geplant, wurde dann aber dem KZ Buchenwald zugeordnet. Am 14. August 1944 trafen zusätzlich 1387 jüdische männliche Zwangsarbeiter ein, die aus dem KZ Buchenwald stammten. Nach Ankunft der Männer wurden bis auf 250 weibliche Zwangsarbeiterinnen sämtliche Frauen zum HASAG-Werk in Altenburg überführt. Die Verbliebenen waren Sintizze aus Frankreich, Belgien, Luxemburg sowie weiteren europäischen, von deutschen Truppen besetzten Ländern.
Das Lager wurde in der SS-Statistik als „gemischtes Lager“ eingestuft. Dies bedeutet in deren Terminologie und Sichtweise, dass sowohl „arische“ als auch nichtarische Häftlinge gefangen gehalten wurden.

## Lagersituation
Um die geforderten 1,5 Millionen Panzerfäuste monatlich fertigen zu können, forderte das Unternehmen von den Zwangsarbeitern ein extremes Akkordsystem. Prämien wurden den zivilen Meistern bei Überschreitung der Norm gezahlt. Die Häftlinge wurden als reiner Produktionsfaktor betrachtet, Misshandlungen der Zwangsarbeiter waren üblich. Hunger, Krankheiten und Arbeitsunfälle forderten zahllose Opfer. Kapos und SS-Mannschaften ermordeten Arbeiter. Wer für die Arbeit nicht mehr geeignet erschien, wurde ins Konzentrationslager Buchenwald zurückgeschickt und durch andere Zwangsarbeiter ersetzt. Sintizas wurden in das Konzentrationslager Auschwitz deportiert.
Am 12. Oktober 1944 kam es im Werk zu einer Explosion. Hierbei verstarben, nach Unterlagen aus dem Konzentrationslager Buchenwald, 96 jüdische Häftlinge. Ob es sich um Sabotage oder die Folge eines Luftangriffes handelt, konnte nicht geklärt werden. Um rasch wieder in der Lage zu sein, die für den Krieg erforderlichen Waffen zu produzieren, wurden zusätzliche Häftlingskontingente angefordert. Hierdurch wurde der Wiederaufbau des Werks in kürzester Zeit erreicht. Das mörderische Arbeitstempo und verstärkte Misshandlungen forderten zusätzliche Opfer. Die Zeit zwischen Oktober 1944 und April 1945, dem Zeitpunkt der Auflösung des Lagers, bezeichneten zahlreiche Überlebende als die „Hölle von Schlieben“.
Im April 1945, kurz vor der Eroberung durch Truppen der Roten Armee, verließen zwei Häftlingstransporte das Lager in Richtung Konzentrationslager Theresienstadt.
Unterlagen belegen, dass etwa 5000 Häftlinge als Zwangsarbeiter in Schlieben eingesetzt wurden, 217 verloren dort ihr Leben, 130 wurden von der Roten Armee am 21. April 1945 befreit.

## Nachkriegszeit

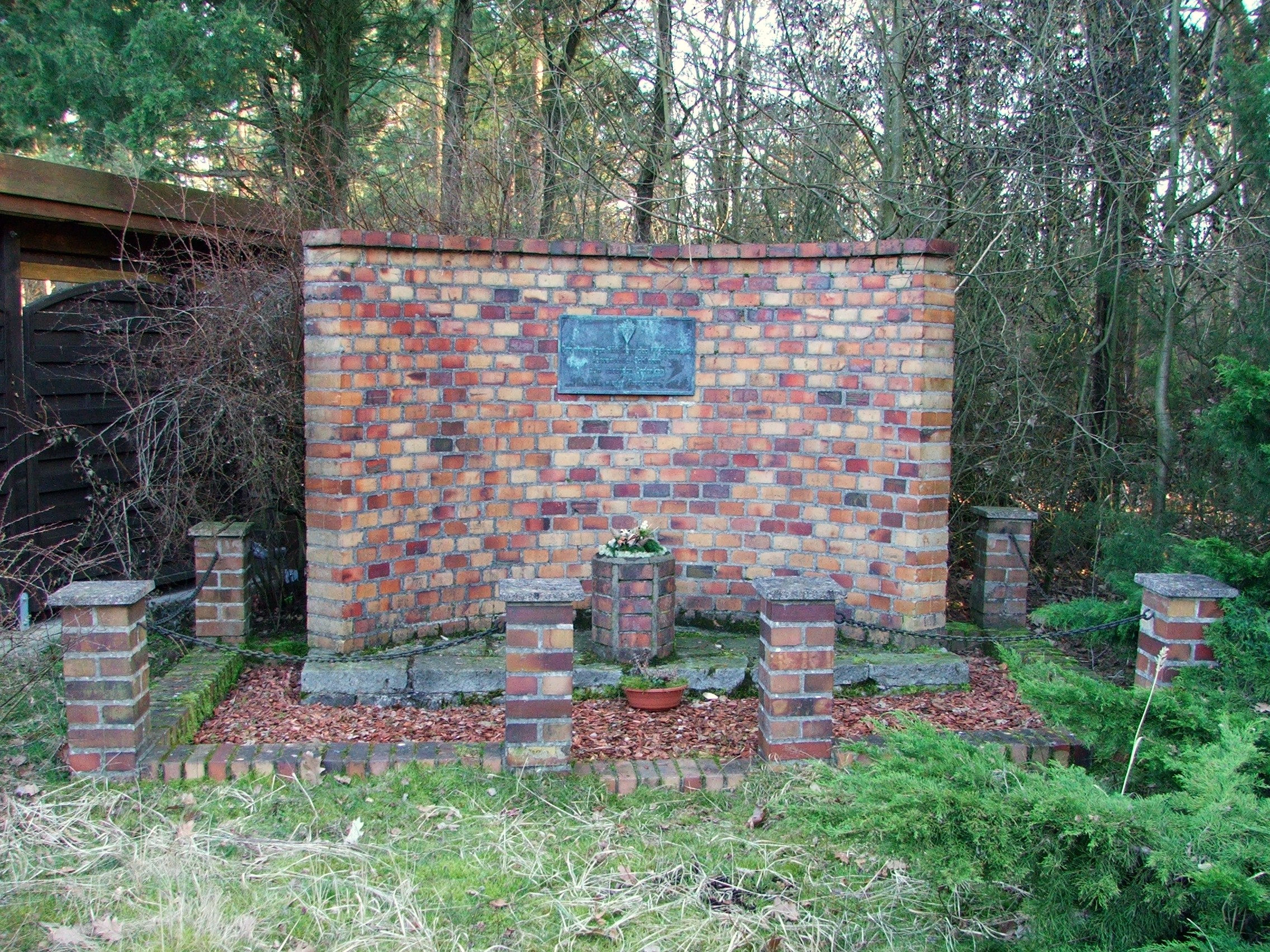
Denkmal in Berga

Nach Kriegsende wurden die verbliebenen Baracken als Wohnung für Flüchtlinge aus den ehemaligen deutschen Ostgebieten genutzt. Die Nationale Volksarmee und später die Bundeswehr nutzte das Areal der ehemaligen Hasag als Betriebsstoffdepot. Zusätzlich entstand hier ein Industriegebiet. Eine verbliebene Holzbaracke diente längere Zeit als Tanzlokal und später als Turnhalle. Heute existieren nur noch Ruinen der früheren Panzerfaustproduktionsstätte und Bunkerreste.
Die Malerin, Autorin und Kunstmäzenin Aga Gräfin vom Hagen aus Möckern wurde von 1946 bis 1949 im Lager inhaftiert, hatte Heimkehrverbot und starb hier.
Im Jahre 1963 wurde neben dem ehemaligen Gästehaus der SS eine kleine Gedenkstätte errichtet. Diese wurde im Jahre 2007 in Privatinitiative renoviert, nachdem sie zuvor in Vergessenheit geraten war.
Auf dem Friedhof von Schlieben wurden die sterblichen Überreste von Häftlingen beigesetzt, die zuvor auf dem Häftlingsfriedhof und in einem Massengrab vergraben wurden. Ein kleines Denkmal mit der Inschrift „ODF 1933 – 1945“ erinnert an die Opfer des Faschismus. Zwei Tafeln mit Namen jüdischer Opfer wurden dort angebracht.
Seit April 2011 erinnert eine Gedenkstätte in Schlieben-Berga mit einer Dauerausstellung an das Lager.

## Medien
- Der deutsch-israelische Kinodokumentarfilm Schnee von gestern aus dem Jahr 2013 behandelt das Schicksal von Opfern des Außenlagers.
- Die letzte Mission des Spiels Call of Duty: WWII findet im Außenlager Berga statt, aus dem ein jüdisch-amerikanischer Soldat gerettet werden muss.